# Puqueldón
Puqueldón este o comună din provincia Chiloé, regiunea Los Lagos, Chile, cu o populație de 4.023 locuitori (2012) și o suprafață de 97,3 km2.